# Rantoul (Illinois)
Rantoul es una villa ubicada en el condado de Champaign en el estado estadounidense de Illinois. En el Censo de 2010 tenía una población de 12941 habitantes y una densidad poblacional de 604,98 personas por km².

## Geografía
Rantoul se encuentra ubicada en las coordenadas 40°18′8″N 88°9′13″O / 40.30222, -88.15361. Según la Oficina del Censo de los Estados Unidos, Rantoul tiene una superficie total de 21.39 km², de la cual 21.11 km² corresponden a tierra firme y (1.32%) 0.28 km² es agua.

## Demografía
Según el censo de 2010, había 12941 personas residiendo en Rantoul. La densidad de población era de 604,98 hab./km². De los 12941 habitantes, Rantoul estaba compuesto por el 66.43% blancos, el 22.72% eran afroamericanos, el 0.58% eran amerindios, el 1.66% eran asiáticos, el 0.07% eran isleños del Pacífico, el 3.88% eran de otras razas y el 4.66% pertenecían a dos o más razas. Del total de la población el 9.67% eran hispanos o latinos de cualquier raza.

## Transporte ferroviario
Amtrak, el sistema nacional de ferrocarril  del pasajero, proporciona servicio a Rantoul. El tren Amtrak 391, al sur de Saluki, está programado para salir de Rantoul a las 11:10 a. m. todos los días con el servicio de Champaign-Urbana, Mattoon, Effingham, Centralia, Quoin Du, y Carbondale. El tren 393de Amtrak, al sur de Illini, está programado para salir de Rantoul a las 6:00 p. m. todos los días al servicio de los mismos puntos que al sur de Saluki. El tren Amtrak 390, al norte de Saluki, está programado para salir de Rantoul a las 10:27 a. m. todos los días con el servicio de Gilman, Kankakee, Homewood, y Chicago. El tren 887 de Amtrak, al norte de Illini, está programado para salir de Rantoul a las 7:02 p. m. todos los días al servicio de los mismos puntos que al norte de Saluki.